# 小果润楠
小果润楠（学名：Machilus microcarpa）为樟科润楠属下的一个变种。

## 扩展阅读
維基物種上的相關：小果润楠